# Урочище «Сивулька-Бита»
Уро́чище «Сиву́лька-Би́та» — ботанічна пам'ятка природи місцевого значення в Україні. Об'єкт природно-заповідного фонду Івано-Франківської області. 
Розташована в межах Снятинського району Івано-Франківської області, неподалік від села Красноставці. 
Площа 10 га. Статус надано згідно з рішенням обласної ради від 15.07.1993 року. Перебуває у віданні Красноставської сільської ради. 
Статус надано для збереження місць зростання 10 рідкісних видів флори, серед яких особливо цінні фіалка Джоя, язичник сивий, горицвіт весняний, ковила волосиста, сон великий та гадюча цибулька гроноподібна.